# Dicranomyia parviloba
Dicranomyia parviloba là một loài ruồi trong họ Limoniidae. Chúng phân bố ở miền Cổ bắc.